# Sivry-sur-Meuse
Sivry-sur-Meuse é uma comuna francesa na região administrativa de Grande Leste, no departamento de Meuse. Estende-se por uma área de 22,24 km². Em 2010 a comuna tinha 346 habitantes (densidade: 15,6 hab./km²).